# Stimmkreis Aichach-Friedberg
Der Stimmkreis Aichach-Friedberg ist einer von rund 90 Stimmkreisen bei Wahlen zum Bayerischen Landtag und zu den Bezirkstagen sowie bei Volksentscheiden. Er gehört zum Wahlkreis Schwaben.
Mindestens seit der Landtagswahl 2008 umfasst er den Landkreis Aichach-Friedberg.

## Landtagswahl 2023
Zur Landtagswahl 2023 traten folgende Parteien und Direktkandidaten im Stimmkreis Aichach-Friedberg an und erzielten folgende Ergebnisse:
| Nr. | Direktkandidat      | Partei           | Erststimmen in % | Gesamtstimmen in % |
| --- | ------------------- | ---------------- | ---------------- | ------------------ |
| 1   | Peter Tomaschko     | CSU              | 37,3             | 37,7               |
| 2   | Christina Haubrich  | GRÜNE            | 11,8             | 11,5               |
| 3   | Marc Sturm          | Freie Wähler     | 18,8             | 18,7               |
| 4   | Simon Kuchlbauer    | AfD              | 15,8             | 15,7               |
| 5   | Simone Strohmayr    | SPD              | 7,1              | 6,8                |
| 6   | Lutz Stammnitz      | FDP              | 2,4              | 2,6                |
| 7   | Michael Haack       | LINKE            | 0,8              | 0,8                |
| 8   | Alexander Katzinger | BP               | 0,9              | 0,8                |
| 9   | Sebastian Thumbach  | ÖDP              | 1,7              | 1,9                |
| 10  | Roland Kurschat     | Die PARTEI       | 0,8              | 0,9                |
| 11  | Petra Mehrer        | Tierschutzpartei | 1,1              | 1,0                |
| 12  | Kristin Burger      | V-Partei³        | 0,2              | 0,2                |
| 13  | Andreas Kahnt       | dieBasis         | 1,3              | 1,3                |

## Landtagswahl 2018
Bei der Landtagswahl 2018 waren im Stimmkreis 100.366 Einwohner wahlberechtigt. Die Wahl hatte folgendes Ergebnis:
| Direktkandidat        | Partei       | Erststimmen | Gesamtstimmen | Gesamtstimmen ggü. Bayern (%p) | Gesamtstimmen ggü. 2013 (%p) |
| --------------------- | ------------ | ----------- | ------------- | ------------------------------ | ---------------------------- |
| Peter Tomaschko       | CSU          | 41,7 %      | 41,7 %        | +4,5 %                         | −11,9 %                      |
| Simone Strohmayr      | SPD          | 7,6 %       | 7,2 %         | −2,5 %                         | −9,9 %                       |
| Johannes Hatzold      | FREIE WÄHLER | 11,1 %      | 11,5 %        | −0,5 %                         | +4,9 %                       |
| Christina Haubrich    | GRÜNE        | 16,0 %      | 15,9 %        | −2,7 %                         | + 8,6 %                      |
| Karlheinz Faller      | FDP          | 5,1 %       | 4,9 %         | −0,2 %                         | +1,5 %                       |
| Andreas Zwiselsberger | DIE LINKE    | 2,1 %       | 2,1 %         | −1,1 %                         | +0,5 %                       |
| Gerhard Eser          | BP           | 2,2 %       | 2,2 %         | +0,4 %                         | −1,1 %                       |
| Maria Posch           | ÖDP          | 1,8 %       | 1,7 %         | +0,1 %                         | −0,6 %                       |
| Kein Direktkandidat   | PIRATEN      | X           | 0,2 %         | −0,2 %                         | −1,6 %                       |
| Josef Settele         | AfD          | 11,9 %      | 11,7 %        | −1,5 %                         | +11,7 %                      |
| Kein Direktkandidat   | LKR          | X           | 0,0 %         | ± 0,0 %                        | ± 0,0 %                      |
| Kein Direktkandidat   | mut          | X           | 0,1 %         | −0,2 %                         | +0,1 %                       |
| Kein Direktkandidat   | PARTEI       | X           | 0,3 %         | −0,1 %                         | +0,3 %                       |
| Frank Liermann        | V-Partei³    | X           | 0,5 %         | +0,2 %                         | +0,5 %                       |

## Landtagswahl 2013
Die Wahlbeteiligung der 98.345 Wahlberechtigten im Stimmkreis betrug 66,8 Prozent, bei einem Landesdurchschnitt von 63,9 Prozent war dies Rang 23 unter den 90 Stimmkreisen. Das Direktmandat ging an Peter Tomaschko (CSU).
| Direktkandidat          | Partei       | Erststimmen | Gesamtstimmen | Gesamtstimmen ggü. Bayern (%p) | Gesamtstimmen ggü. 2008 (%p) |
| ----------------------- | ------------ | ----------- | ------------- | ------------------------------ | ---------------------------- |
| Peter Tomaschko         | CSU          | 52,5 %      | 53,6 %        | +5,9 %                         | +6,8 %                       |
| Simone Strohmayr        | SPD          | 17,7 %      | 17,0 %        | −3,6 %                         | +0,9 %                       |
| Petra Wengert           | FREIE WÄHLER | 6,8 %       | 6,7 %         | −2,3 %                         | −1,5 %                       |
| Klaus Becker            | GRÜNE        | 7,2 %       | 7,3 %         | −1,3 %                         | −0,3 %                       |
| Karlheinz Faller        | FDP          | 3,6 %       | 3,4 %         | +0,1 %                         | −7,0 %                       |
| Rainer Glaß             | DIE LINKE    | 1,6 %       | 1,7 %         | −0,4 %                         | −1,3 %                       |
| Maria Posch             | ÖDP          | 2,6 %       | 2,3 %         | +0,3 %                         | +0,5 %                       |
| Johann Gärtner          | REP          | 1,9 %       | 1,9 %         | +0,9 %                         | −0,6 %                       |
| Christian Daschner      | NPD          | 0,8 %       | 0,8 %         | X                              | +0,0 %                       |
| Lucas Hotter            | BP           | 3,4 %       | 3,3 %         | +1,2 %                         | +1,8 %                       |
| Kein Direktkandidat     | FRAUENLISTE  | X           | 0,3 %         | X                              | X                            |
| Haide Friedrich Salgado | PIRATEN      | 1,9 %       | 1,8 %         | −0,2 %                         | X                            |

## Landtagswahl 2008
Bei der Landtagswahl 2008 waren im Stimmkreis 96.047 Einwohner wahlberechtigt. Die Wahlbeteiligung lag bei 60,2 %. Die Wahl hatte folgendes Ergebnis:
| Direktkandidat    | Partei                | Erststimmen in % | Gesamtstimmen in % | Veränderung der Gesamtstimmen im Vergleich zur Landtagswahl 2003 in % |
| ----------------- | --------------------- | ---------------- | ------------------ | --------------------------------------------------------------------- |
| Reinhard Pachner  | CSU                   | 44,2             | 46,8               | - 20,3                                                                |
| Simone Strohmayr  | SPD                   | 16,6             | 16,1               | + 1,4                                                                 |
| Klaus Becker      | Bündnis 90/Die Grünen | 7,0              | 7,6                | + 0,8                                                                 |
| Helmut Schenke    | Freie Wähler          | 8,4              | 8,2                | + 5,6                                                                 |
| Brigitte Meyer    | FDP                   | 12,6             | 10,4               | + 8,1                                                                 |
| Johann Gärtner    | REP                   | 2,5              | 2,5                | - 0,6                                                                 |
| Michael Bettinger | ödp                   | 1,9              | 1,8                | - 0,3                                                                 |
| Karl Schedlbauer  | BP                    | 1,8              | 1,5                | + 0,5                                                                 |
| -                 | BüSo                  | -                | -                  | 0,0                                                                   |
| Rainer Glaß       | Die Linke             | 3,0              | 3,0                | + 3,0                                                                 |
| Thorsten Emde     | NPD                   | 0,8              | 0,8                | + 0,8                                                                 |
| Norbert Rohr      | RRP                   | 1,2              | 1,2                | + 1,2                                                                 |

Bei der Landtagswahl in Bayern am 21. September 2003 (CSU: 60 %; SPD 19,6 %) wurde Pachner ebenfalls gewählt. Er war am 1. Mai 2002 für Christian Knauer in den Bayerischen Landtag nachgerückt.